# Polyommatus antilibanotica
Polyommatus antilibanotica är en fjärilsart som beskrevs av Arthur Francis Hemming 1929. Polyommatus antilibanotica ingår i släktet Polyommatus och familjen juvelvingar. Inga underarter finns listade i Catalogue of Life.